# Michael Alsbury
Micheal Alsbury (Denver, 19 marzo 1975 – Deserto del Mojave, 31 ottobre 2014) è stato un astronauta statunitense.

## Biografia
Alsbury è morto il 31 ottobre 2014 in seguito all'esplosione in volo della navicella che stava collaudando, la VSS Enterprise della società privata Virgin Galactic. L'altro astronauta presente, Peter Siebeold, rimase gravemente ferito.